# Jaume Estapé i Pagès
Jaume Estapé i Pagès (el Masnou, 1842 - el Masnou, 15 de gener de 1904) fou un dramaturg català. De jove treballà de mariner i també fou tenor d'òpera i fabricant. Es dedicà al teatre en català amb obres festives i intranscendents d'estil líric-dramàtic italià. Casat amb Eulàlia Pagès Millet, tingué dos fills: el polític i advocat Santiago Estapé i Pagès i el metge Gabriel Estapé i Pagès.

## Obra
Publicà diverses obres de teatre:
- Lo més tonto la pega (1875)
- Lo capità Manaia (1876)
- Un matrimoni gelós (1887)
- Efectes... d'una Exposició (1889)
- En Pep l'Apotecari (1871)
- La carabela Santa Maria (1872)
- La conquista de Méjich (1870)
- Mon de monas (1871)
- Després del descobriment (1872)
- Vent de boa (1874)
- Orgull de rassa o Lo capficament d'un geto (1874)
- Passos que passan (1876
- ¿Música... terravall! (1877)
- No es més que lo Deu vol (1879)
- Cupido entre trópich (1880)
- Exámen de conciencia (1885)
- Al bo Deu l'ajuda (1885)
- La vigília de Nadal (1886)
- Temps perdut (1890)
- Núvols d'estiu (1890)